# Federico IV di Svevia
Federico IV, chiamato anche Federico di Rothenburg, (1144 – Roma, 1167) fu duca di Svevia dal 1152 fino alla sua morte.

## Biografia
Era il figlio secondogenito del re dei Romani Corrado III e della di lui seconda moglie, Gertrude di Sulzbach. Era cugino dell'imperatore Federico Barbarossa.
Nel 1150, all'età di circa sei anni, alla morte del fratello, il primogenito e re dei Romani Enrico Berengario, il padre non lo nominò al suo posto, anzi, all'inizio del 1152, prima di morire, almeno stando alle Gesta di Ottone di Frisinga, nominò suo successore non lui ma il nipote, il duca di Svevia, Federico III, passato alla storia col nome di Federico Barbarossa, con la promessa che al momento della sua nomina a re dei Romani concedesse a suo figlio Federico il titolo di duca di Svevia, che questi ottenne, nel 1152, come Federico IV.
Federico molto probabilmente partecipò alle Italienzug (la seconda del 1158 e la terza del 1163) condotte dal cugino, Federico Barbarossa. Rientrato in Svevia prese parte ad alcune contese appoggiando Ugo di Tubinga contro suo zio Guelfo I di Toscana. Nel 1166, sposò Gertrude di Baviera, la figlia di Enrico il Leone e di Clemenzia di Zähringen. Sempre nello stesso anno partecipò, come comandante di parte delle truppe, alla quarta Italienzug dello zio, Federico Barbarossa. Federico perse la vita a Roma, nel 1167, in seguito ad una epidemia, scoppiato dopo la conquista di Roma da parte dell'esercito imperiale.
Alla morte di Federico, Federico Barbarossa diede il titolo di duca di Svevia al suo figlio primogenito, anche lui di nome Federico, che divenne Federico V.

## Discendenza
Federico da Gertrude non ebbe figli. Non si hanno notizie di altri discendenti di Federico.
Gertrude di Baviera, dopo essere rimasta vedova si sposò, in seconde nozze, con Canuto VI di Danimarca, e anche a Canuto non diede figli.

## Ascendenza
|                                      |                                |                                               | Genitori                                  |  |  | Nonni |  |  | Bisnonni                             |  |  | Trisnonni |  |
|                                      |                                |                                               |                                           |  |  |       |  |  | Federico di Büren, conte nel Riesgau |  |  | Federico  |  |
|                                      |                                |                                               |                                           |  |  |       |  |  | Federico di Büren, conte nel Riesgau |  |  | Federico  |  |
|                                      |                                | …                                             |                                           |  |  |       |  |  | Federico di Büren, conte nel Riesgau |  |  |           |  |
| Federico I, duca di Svevia           |                                |                                               |                                           |  |  |       |  |  | Federico di Büren, conte nel Riesgau |  |  |           |  |
|                                      |                                | Ildegarda di Egisheim-Dagsburg                | …                                         |  |  |       |  |  |                                      |  |  |           |  |
|                                      |                                | Ildegarda di Egisheim-Dagsburg                | …                                         |  |  |       |  |  |                                      |  |  |           |  |
|                                      |                                | Ildegarda di Egisheim-Dagsburg                | …                                         |  |  |       |  |  |                                      |  |  |           |  |
| Corrado III di Svevia, re dei Romani |                                | Ildegarda di Egisheim-Dagsburg                |                                           |  |  |       |  |  |                                      |  |  |           |  |
|                                      |                                | Enrico IV di Franconia, imperatore dei Romani | Enrico III, imperatore dei Romani         |  |  |       |  |  |                                      |  |  |           |  |
|                                      |                                | Enrico IV di Franconia, imperatore dei Romani | Enrico III, imperatore dei Romani         |  |  |       |  |  |                                      |  |  |           |  |
|                                      |                                | Enrico IV di Franconia, imperatore dei Romani | Agnese di Poitou                          |  |  |       |  |  |                                      |  |  |           |  |
| Agnese di Waiblingen                 |                                | Enrico IV di Franconia, imperatore dei Romani |                                           |  |  |       |  |  |                                      |  |  |           |  |
|                                      |                                | Berta di Savoia                               | Oddone, conte di Savoia                   |  |  |       |  |  |                                      |  |  |           |  |
|                                      |                                | Berta di Savoia                               | Oddone, conte di Savoia                   |  |  |       |  |  |                                      |  |  |           |  |
|                                      |                                | Berta di Savoia                               | Adelaide di Susa                          |  |  |       |  |  |                                      |  |  |           |  |
| Federico IV, duca di Svevia          |                                | Berta di Savoia                               |                                           |  |  |       |  |  |                                      |  |  |           |  |
|                                      | Gebeardo II, conte di Sulzbach | Gebeardo I, conte di Sulzbach                 |                                           |  |  |       |  |  |                                      |  |  |           |  |
|                                      | Gebeardo II, conte di Sulzbach | Gebeardo I, conte di Sulzbach                 |                                           |  |  |       |  |  |                                      |  |  |           |  |
|                                      | Gebeardo II, conte di Sulzbach | Adelaide di Nordgau                           |                                           |  |  |       |  |  |                                      |  |  |           |  |
| Berengario II, conte di Sulzbach     | Gebeardo II, conte di Sulzbach |                                               |                                           |  |  |       |  |  |                                      |  |  |           |  |
|                                      |                                | Ermengarda di Rott                            | Cuno I di Rott, conte palatino di Baviera |  |  |       |  |  |                                      |  |  |           |  |
|                                      |                                | Ermengarda di Rott                            | Cuno I di Rott, conte palatino di Baviera |  |  |       |  |  |                                      |  |  |           |  |
|                                      |                                | Ermengarda di Rott                            | Uta di Diessen                            |  |  |       |  |  |                                      |  |  |           |  |
| Gertrude di Sulzbach                 |                                | Ermengarda di Rott                            |                                           |  |  |       |  |  |                                      |  |  |           |  |
|                                      |                                | Ottone II, conte di Dießen-Wolfratshausen     | Bertoldo II, conte di Dießen              |  |  |       |  |  |                                      |  |  |           |  |
|                                      |                                | Ottone II, conte di Dießen-Wolfratshausen     | Bertoldo II, conte di Dießen              |  |  |       |  |  |                                      |  |  |           |  |
|                                      |                                | Ottone II, conte di Dießen-Wolfratshausen     | N. di Hohenwart                           |  |  |       |  |  |                                      |  |  |           |  |
| Adelaide di Dießen-Wolfratshausen    |                                | Ottone II, conte di Dießen-Wolfratshausen     |                                           |  |  |       |  |  |                                      |  |  |           |  |
|                                      |                                | Giustizia di Babenberg                        | Ernesto di Babenberg, margravio d'Austria |  |  |       |  |  |                                      |  |  |           |  |
|                                      |                                | Giustizia di Babenberg                        | Ernesto di Babenberg, margravio d'Austria |  |  |       |  |  |                                      |  |  |           |  |
|                                      |                                | Giustizia di Babenberg                        | Adelaide di Lusazia                       |  |  |       |  |  |                                      |  |  |           |  |
|                                      |                                | Giustizia di Babenberg                        |                                           |  |  |       |  |  |                                      |  |  |           |  |